# Traube
Der Ausdruck Traube bezeichnet in der Botanik einen Blütenstandstyp, bei dem an der gestreckten Hauptachse gestielte Blüten stehen.

## Traube

Bei einer Traube stehen die gestielten Blüten seitlich an einer durchgehenden, gestreckt wachsenden Sprossachse. Sie ist die Grundform der racemösen Infloreszenz.
Dieser Blütenstandstyp kommt als Grundform in sehr vielen verschiedenen Pflanzenfamilien vor. Ein typisches Beispiel sind die Kreuzblütler (Brassicaceae), die als Blütenstände fast ausschließlich Trauben aufweisen. Häufig findet man Trauben auch bei den Schmetterlingsblütlern (Faboideae) und Spargelgewächsen (Asparagaceae).
Weinreben bilden als Blütenstand keine Trauben, sondern Rispen; ihre Früchte sind Beeren (siehe Weintraube).

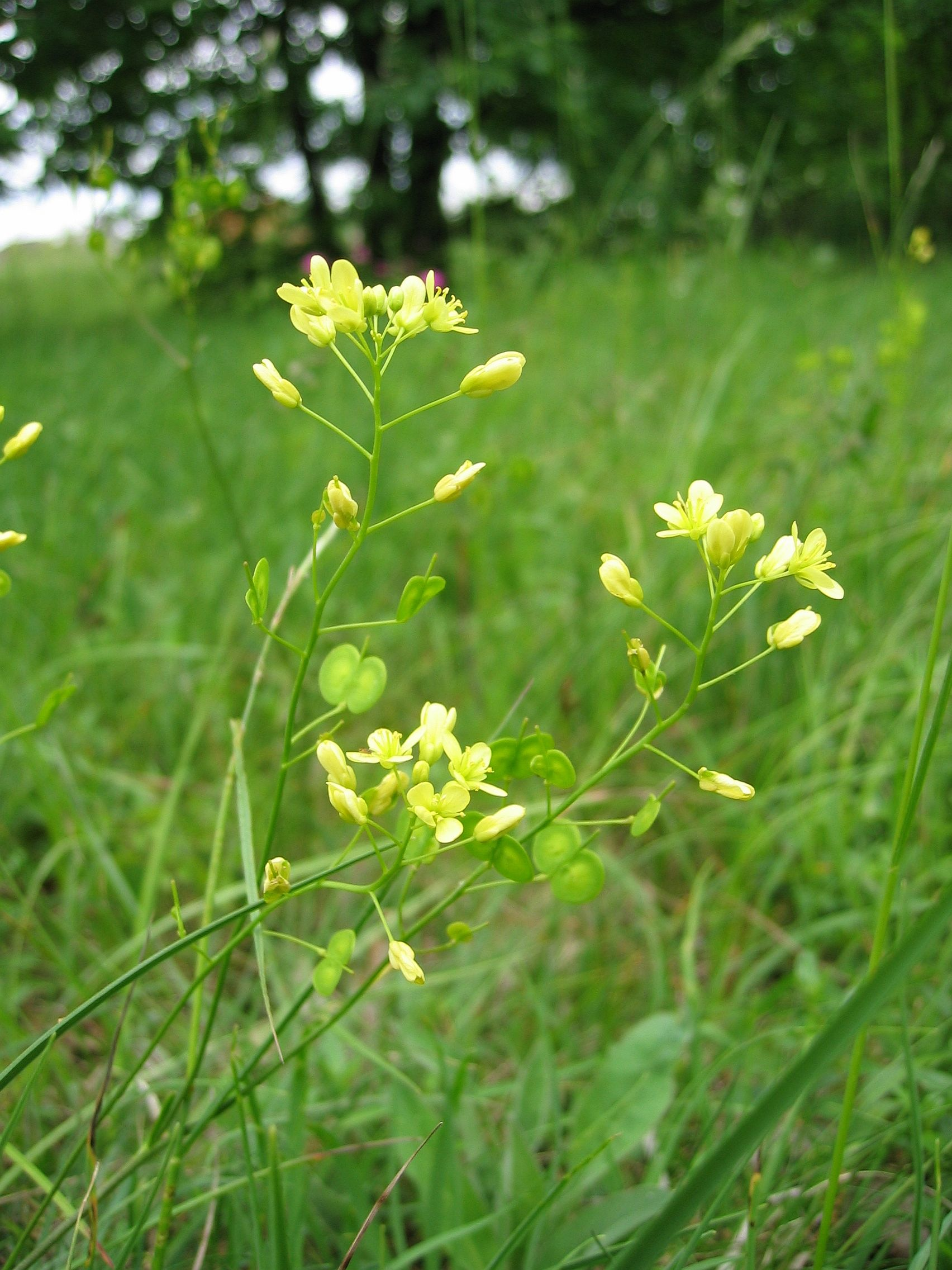
Glatt-Brillenschötchen (Biscutella laevigata)
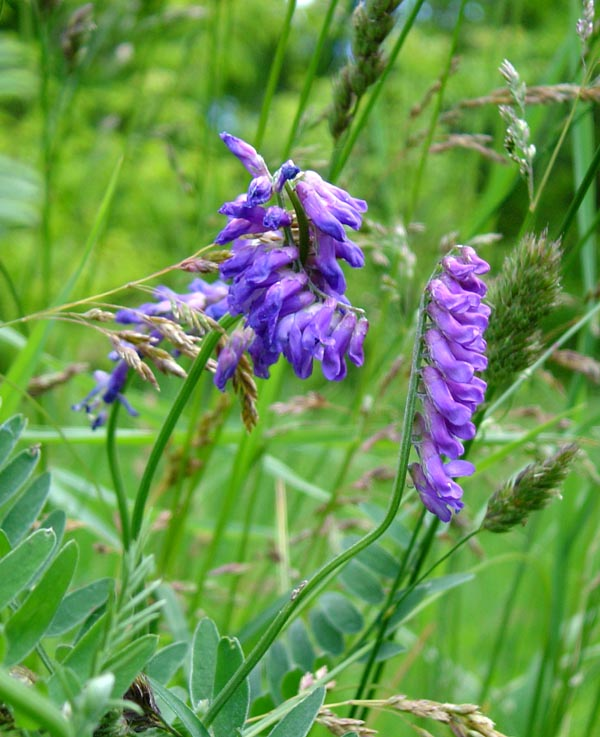
Vogel-Wicke (Vicia cracca)
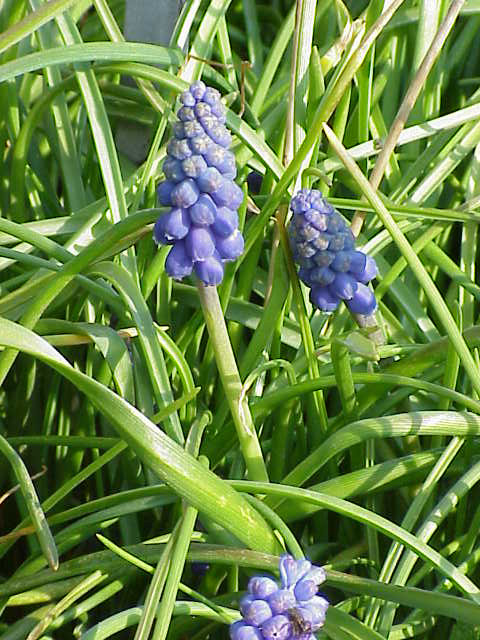
Weinbergs-Traubenhyazinthe (Muscari neglectum)

## Schirmtraube

Ist die Hauptachse gestaucht und sind die blütentragenden Nebenachsen verlängert, so ergibt sich eine doldenartige Form, genannt Doldentraube oder Schirmtraube. Diese weniger häufige Form eines Blütenstands findet etwa beim Dolden-Milchstern, in nur unvollkommener, terminaler Ausprägung jedoch oft bei Kreuzblütlern wie dem Hirtentäschelkraut oder den Schleifenblumen. Beim Rainfarn sind die Blütenkörbchen als Schirmtraube angeordnet.
Eine ähnliche Ausprägung zur doldenartigen Gestalt gibt es auch bei der Schirmrispe und Trugdolde.

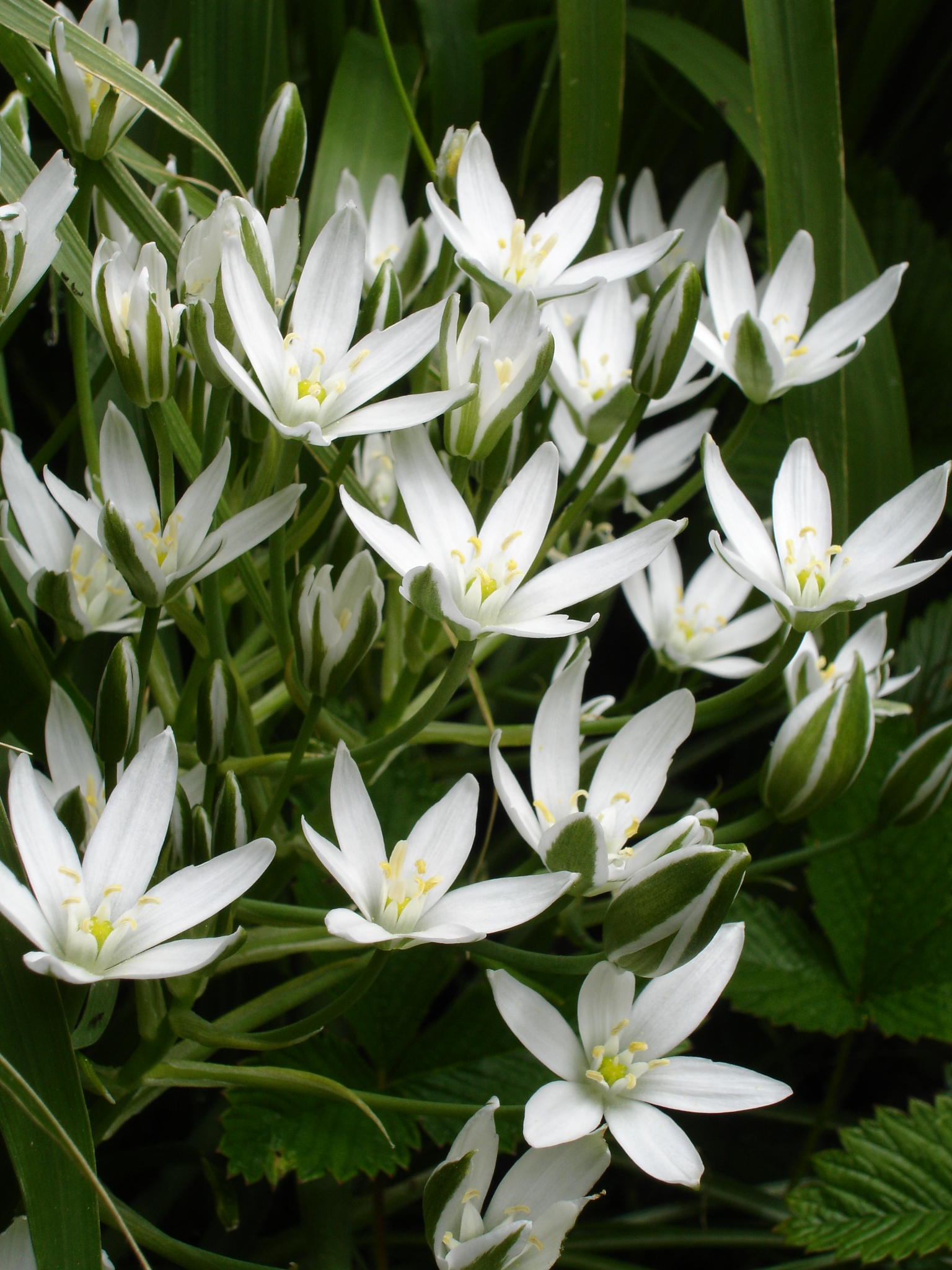
Dolden-Milchstern (Ornithogalum umbellatum)
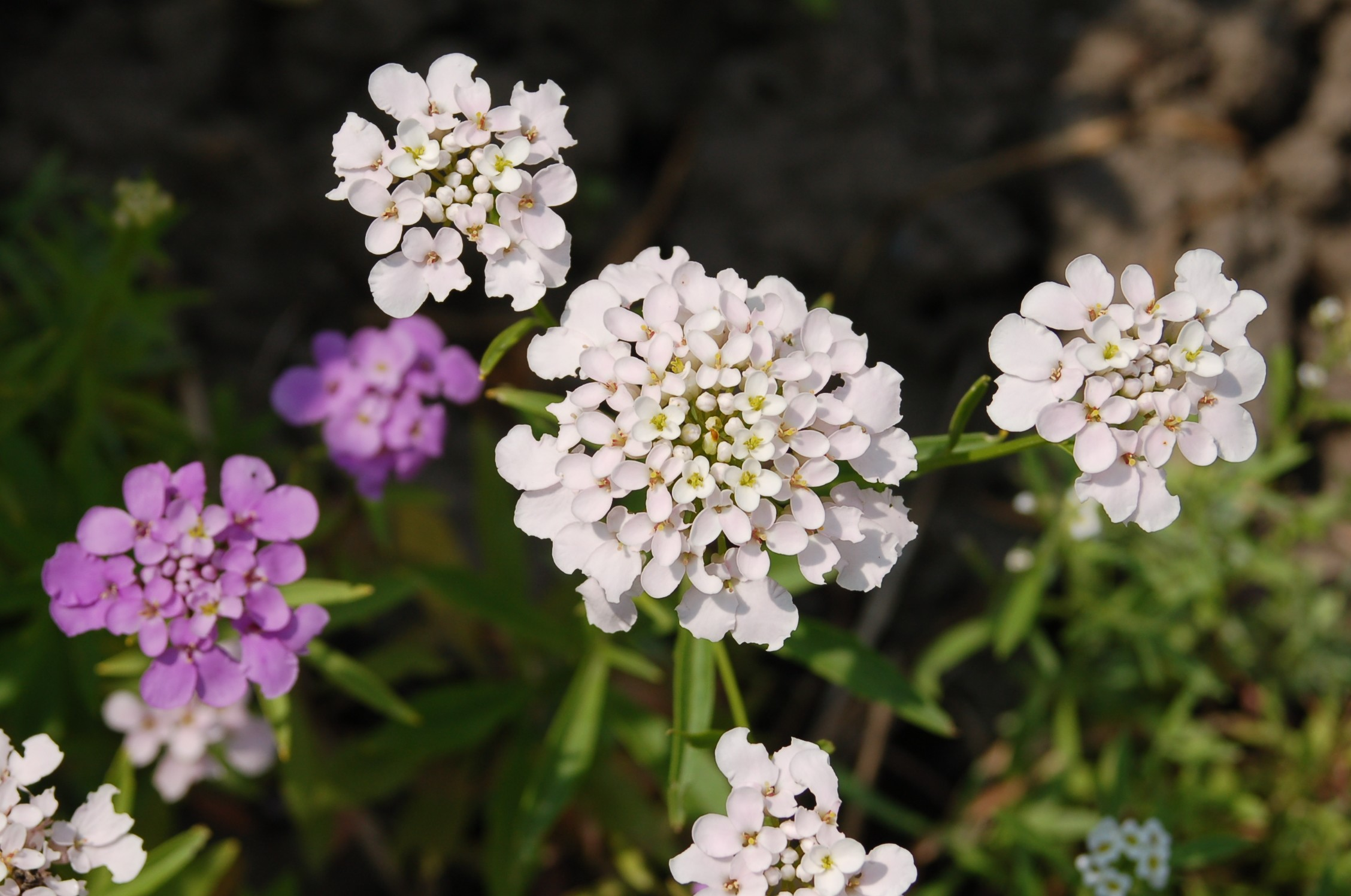
Dolden-Schleifenblume (Iberis umbellata)
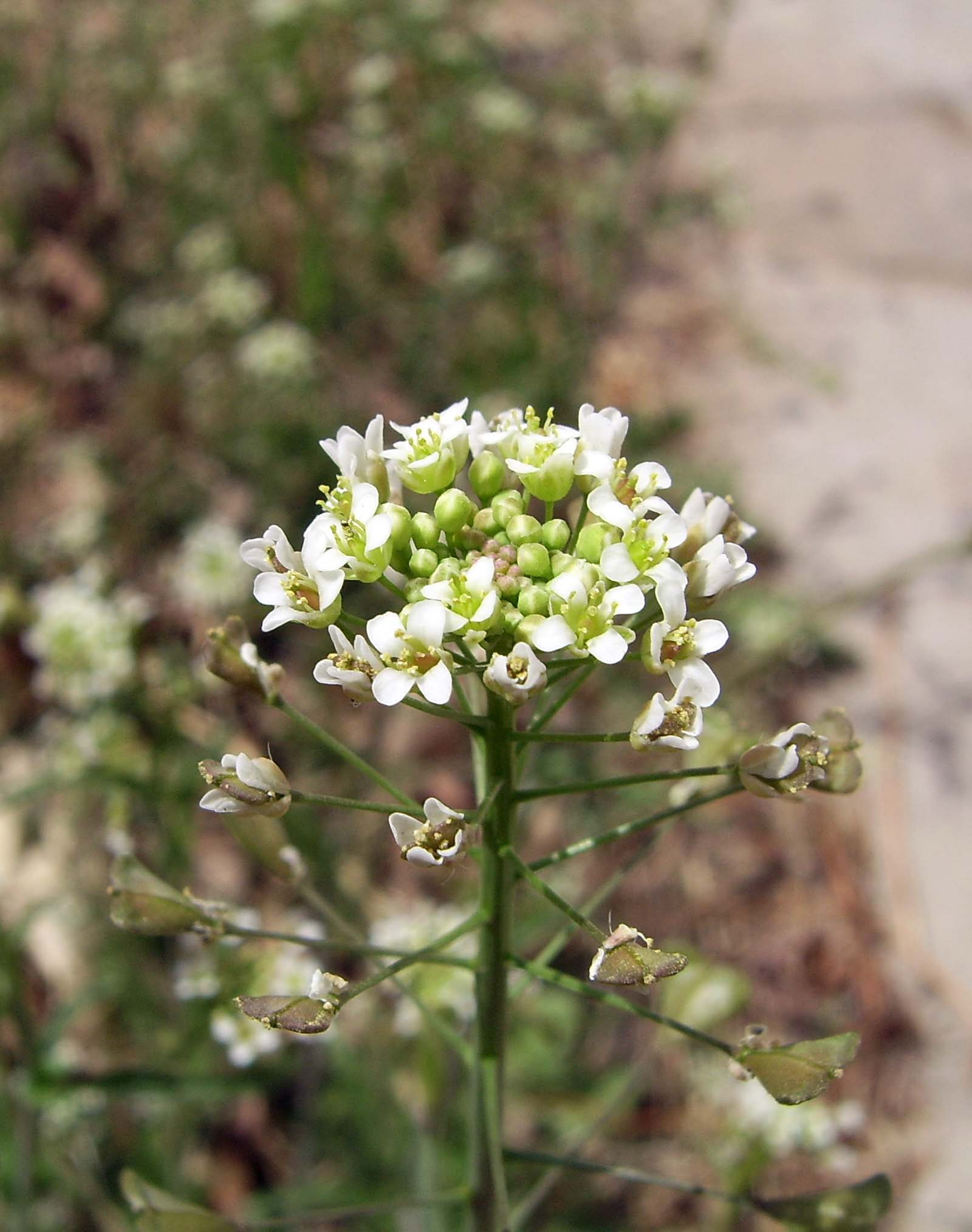
Hirtentäschelkraut, nur der terminale Teil ist doldenartig
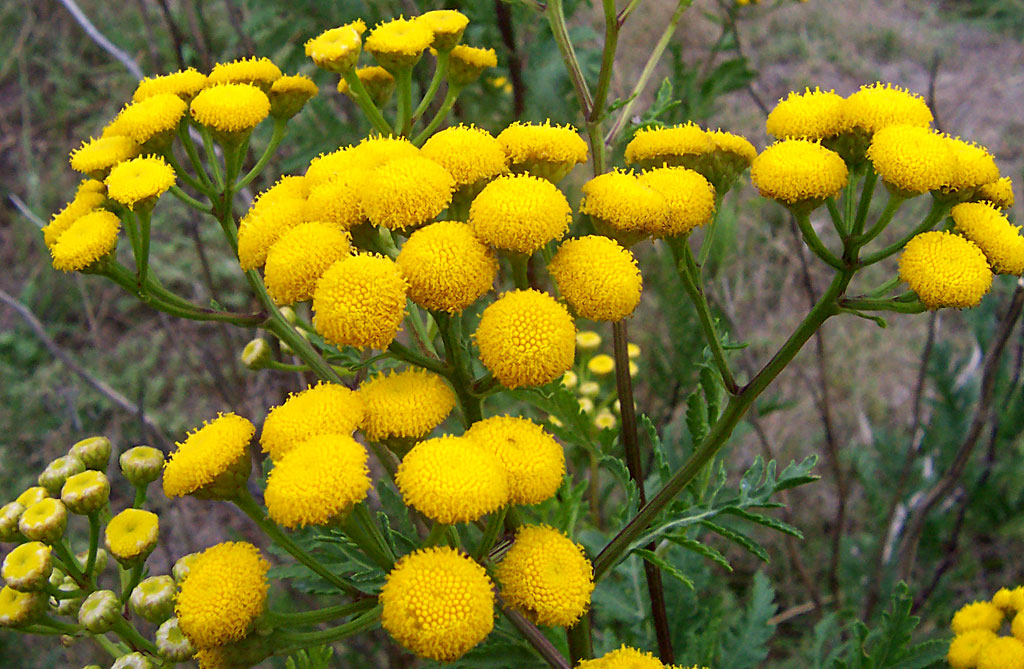
Rainfarn (Tanacetum vulgare)

## Doppeltraube
Ersetzt man die Blüten der Traube durch traubige Teilblütenstände, so erhält man ein spezielles Dibotryum, die Doppeltraube. Geschieht dies nur bei den seitlichen Blüten, erhält man die homöothetische Form; bildet zusätzlich auch die Hauptachse noch eine Traube aus erhält man die heterothetische Form. Der Austausch von Blüten in Teilblütenstände kann auch bei den Teilblütenständen erfolgen; es ergibt sich eine neue Verzweigungsebene und man spricht von einer Dreifachtraube oder allgemein von einem Tribotryum.

Homöothetische Doppeltraube
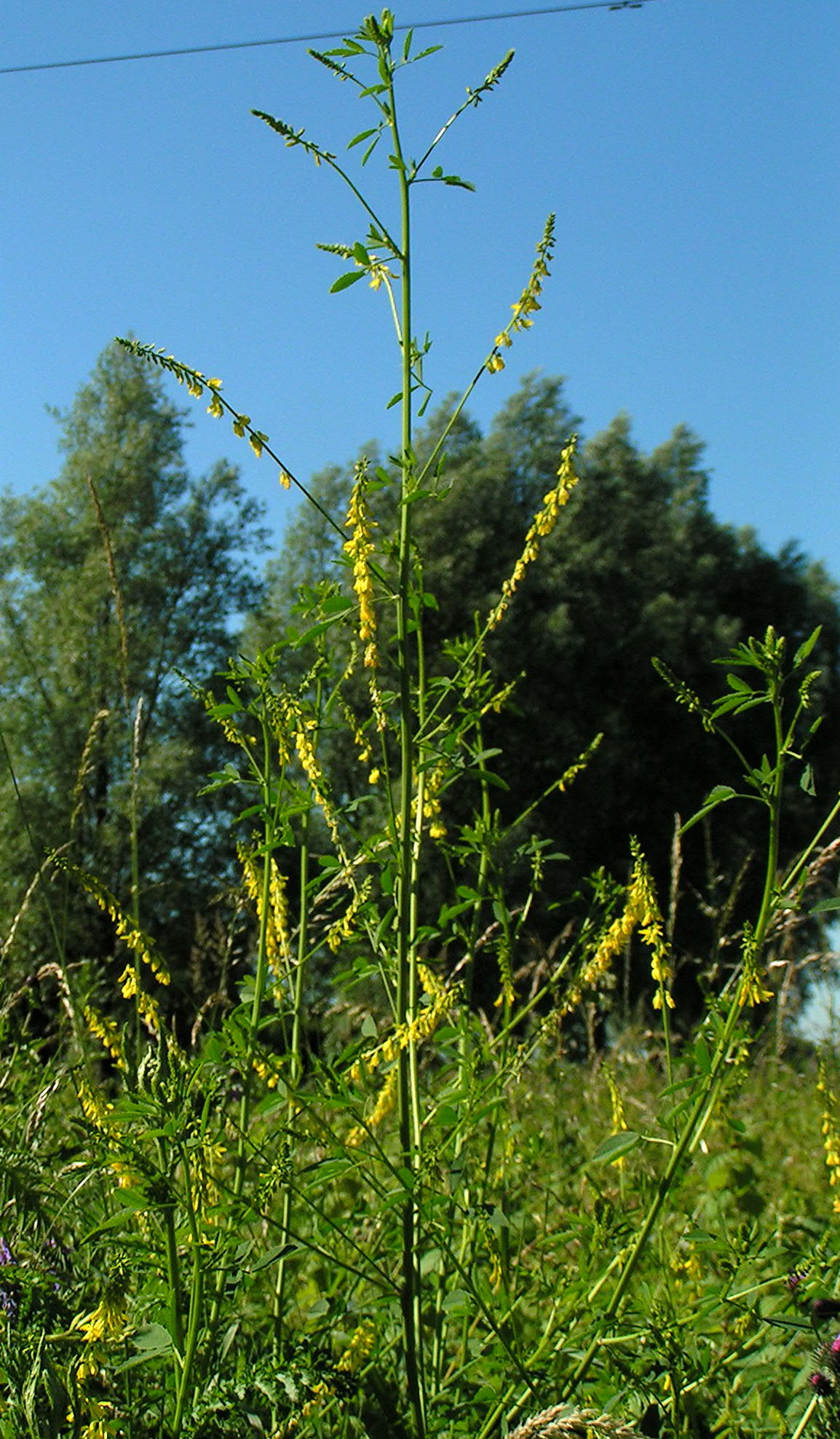
Gelber Steinklee mit homöothetischer Doppeltraube
Heterothetische Doppeltraube
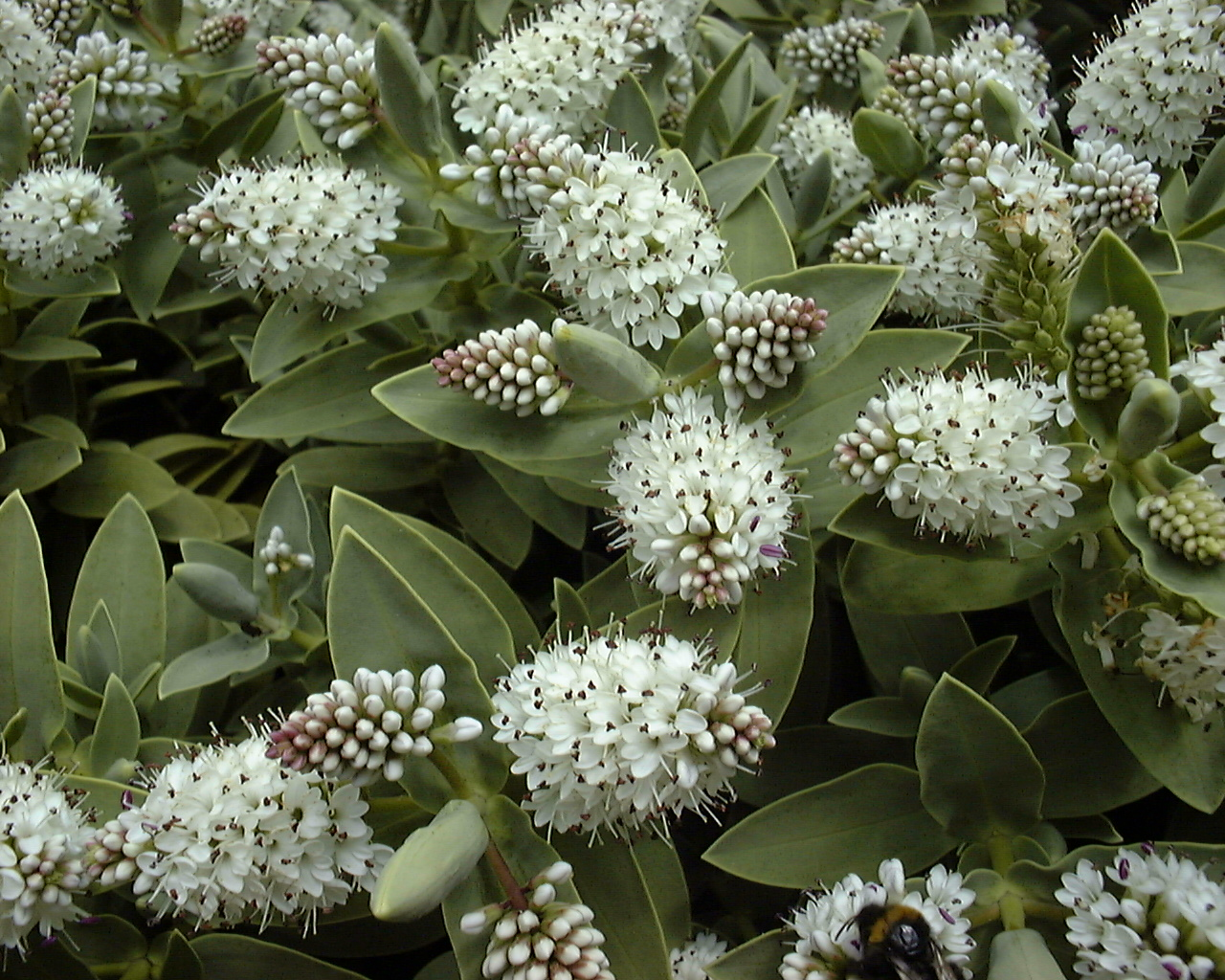
Eine Hebe mit heterothetischen Doppeltrauben